# Símbolos e protoescrita da cultura de Cucuteni-Trypillia
Os símbolos e protoescrita da cultura de Cucuteni-Trypillia são conhecidos pelo conjunto de símbolos representados em artefatos de argila associados à cultura de Vinča, que floresceu ao longo do rio Danúbio na planície da Panónia, entre 6 000 e 4 000 a.C.. Foi descoberto pela primeira vez pela arqueóloga húngara Zsófia Torma  (1832–1899) no sítio arqueológico da vila de Turdaș, Romênia (que era conhecida na época como Tordos), e consistia em uma coleção de artefatos que tinham o que parecia ser um sistema desconhecido de escrita. Em 1908, mais desse mesmo tipo de artefatos foram descobertos em um local próximo a Vinča, fora da cidade de Belgrado, Sérvia. Os estudiosos posteriormente rotularam isso de "símbolos Vinča", "escrita Vinča" ou "escrita Vinča-Tordos".
Os símbolos Vinča também foram discutidos por Marija Gimbutas, que nos anos 1950 desenvolveu suas teorias que se tornaram conhecidas coletivamente como Velha cultura europeia. Gimbutas afirmou que esses símbolos representavam uma escrita Vinča como Antiga Escrita Europeia que ela disse ser um sistema de escrita anterior à escrita cuneiforme suméria. Esta teoria reforçou suas afirmações de que as civilizações Neolítica do sudeste da Europa eram matriarcais, com adoração de Deusas-mãe, uma vez que os símbolos eram frequentemente encontrados em estatuetas de argila em fetiches antropomórficos femininos que podem ser encontradas em sítios arqueológicos em toda a região.
Para obscurecer ainda mais a questão, várias pessoas publicaram teorias sobre os símbolos Vinča, incluindo uma que afirma que se tratava do antigo alfabeto etrusco; todas essas teorias foram refutadas por estudiosos.
Os símbolos Vinča foram encontrados gravados ou pintados nas estátuas de argila femininas antropomórficas onipresentes. Essas estátuas têm marcações que aparecem aproximadamente no mesmo local (por exemplo, ao longo dos braços e ombros), e são encontradas em vários sítios arqueológicos espalhados por uma ampla área geográfica.
Desde 1875 até o presente, os arqueólogos encontraram mais de mil artefatos de argila da era Neolítica com exemplos de símbolos semelhantes aos símbolos Vinča espalhados amplamente por todo o sudeste da Europa. Esses incluem:
- As Tábuas Tártaras, descobertas em 1961 na aldeia de Tărtăria, Săliștea, distrito de Alba, Romênia.
- Como Tabuletas Gradeshnits, descoberto em 1969 em Gradeshnitsa, Província de Vratsa, Bulgária.
- Como monetiformes pintadera (tokens)

Tem havido alguma controvérsia na datação de algumas dessas descobertas, especialmente as Tábuas Tártaras.

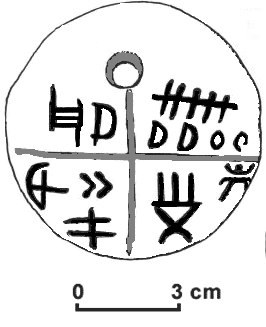
Uma das três tabuletas da Tărtăria, datado de 5500–2750 a.C.
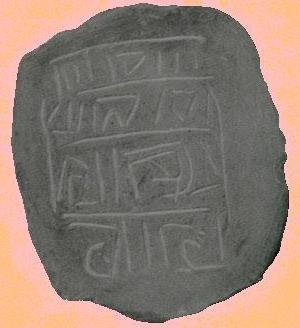
Uma das tabuletas Gradeshnitsa
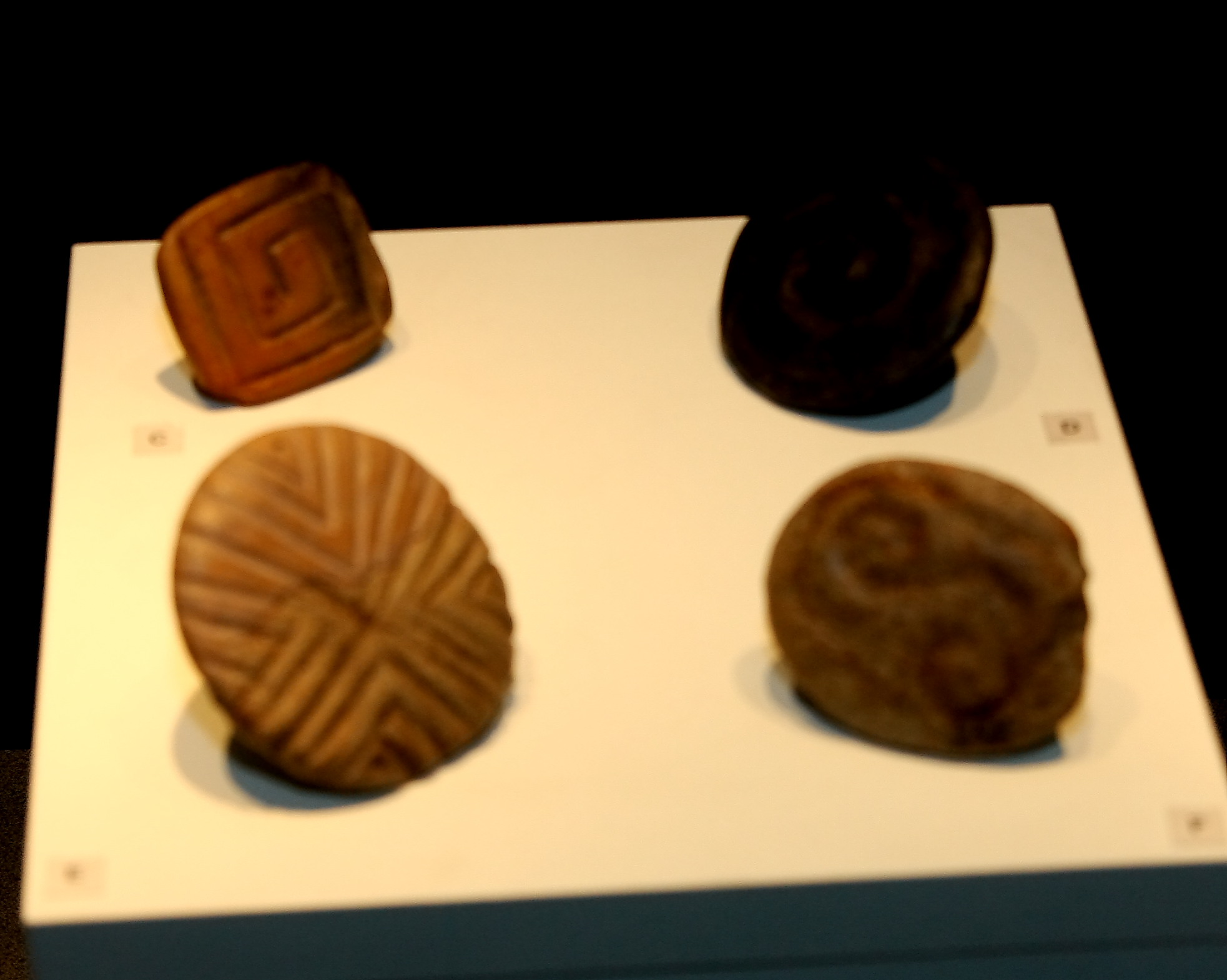
Cucuteni-Trypillian tokens de troca ou “pintadera”

Em 1981, os arqueólogos descobriram uma descoberta notável que remonta a 4 200 a.C. no local Precucuteni de Poduri-Dealul, perto da cidade de Ghindaru, distrito de Bacău, Romênia. Apelidado de "Conselho das Deusas", era uma coleção de 15 estatuetas femininas antropomórficas de barro, todas sentadas, sendo 13 delas sentadas em cadeiras (ou tronos) de barro que acompanham, todas as estatuetas foram colocadas de forma que fiquem de frente para dentro em um círculo. Os arqueólogos notaram que algumas dessas estatuetas tinham marcas simbólicas pintadas em vermelho sobre os ombros, quase idênticas a outras estatuetas femininas de argila encontradas em outros lugares.
- Olhando a seguir, a figura à esquerda possui um símbolo formado por quatro linhas que são conectadas a uma linha perpendicular (ou barra) localizada no ombro direito. Outra estatueta feminina encontrada em um sítio Precucuteni perto de Târgu Frumos, no distrito de Iași, Romênia, tem um símbolo idêntico, incluindo a colocação dele no ombro direito da estatueta. Târgu Frumos está localizado a 88,5 km de Ghindaru.
- A estatueta à direita tem um símbolo de três linhas conectadas a uma barra e colocadas no ombro esquerdo, novamente idênticas a outras estatuetas femininas de argila Precucuteni encontradas em locais próximos às aldeias de Isaiia, Iași, Romênia e Sabatynivka, Ulianovskyi Raion, Oblast de Kirovogrado, Ucrânia. Isaiia está localizada a 119 km e Sabatynivka a 333 km de Ghindaru.

Ambos exemplos ilustrados desses símbolos, as três e quatro linhas conectadas a uma barra, são encontrados em outros artefatos arqueológicos de toda a região e são emblemas
Assim, parece que os símbolos Vinča ou Vinča-Tordos não se restringem apenas à região em torno de Belgrado, onde existia a cultura Vinča, mas que se espalharam pela maior parte do sudeste da Europa, e foram usados em toda a região geográfica do Cucuteni. Cultura Trypillia. Este exemplo de "Conselho de Deusas" é apenas um dos muitos que apoiam o uso generalizado desses símbolos entre os povos neolíticos de toda essa área, e apresenta evidências muito convincentes para sugerir que esses símbolos foram compreendidos por muitas pessoas que viveram em áreas diferentes, que dá suporte à noção de que eles foram de fato exemplos de protoescrita, se não um sistema de escrita rudimentar.

## Ver também

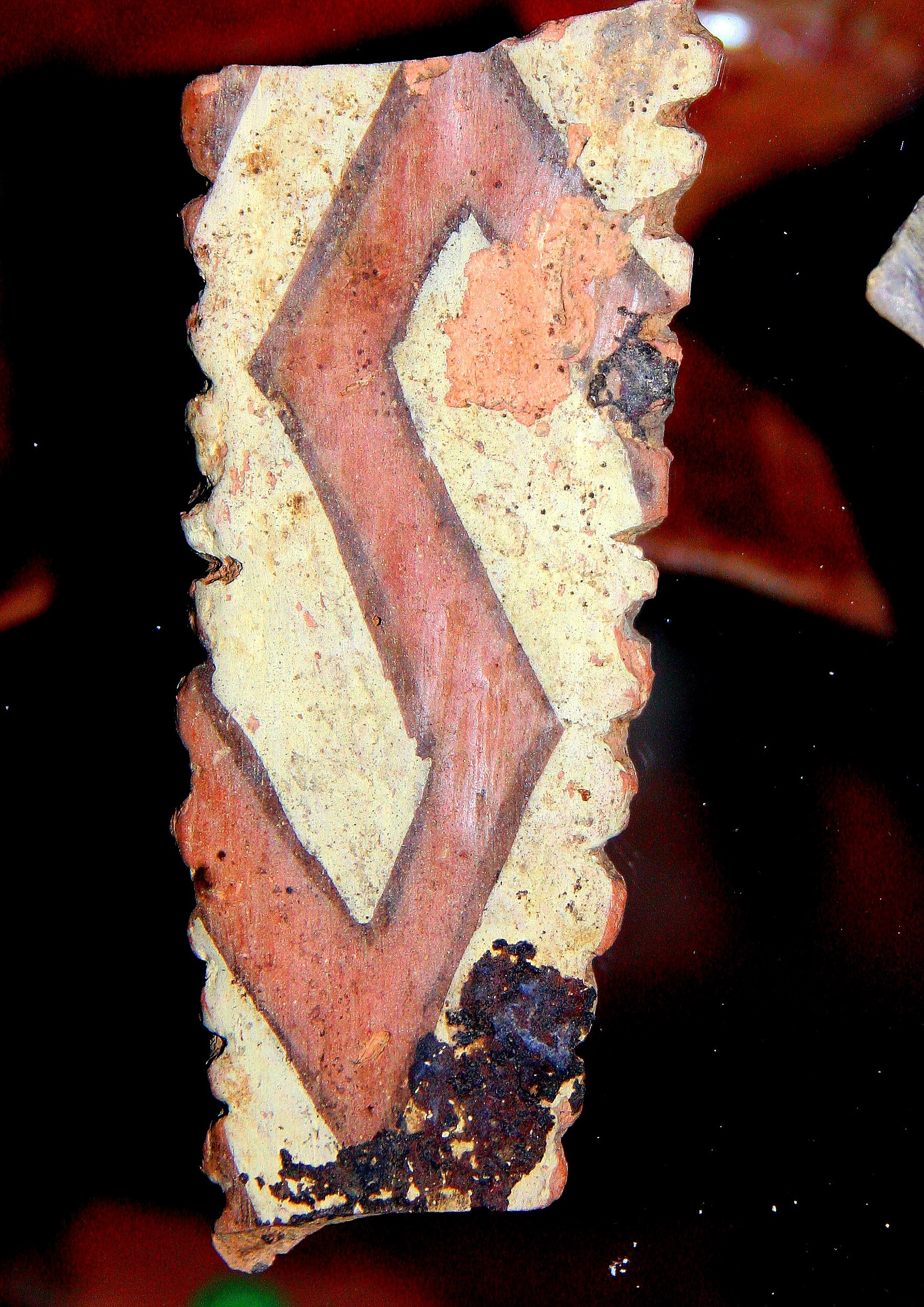
Abstract symbol on Cucuteni pottery